# Abigail Masham
Abigail Masham, Baronesa Masham (Hill em solteira; c. 1670 – 6 de dezembro de 1734), foi uma dama inglesa. Ela foi uma favorita da rainha Ana da Grã-Bretanha e prima de Sarah, duquesa de Marlborough .

## Biografia

### Juventude
Abigail Hill era filha de Francis Hill, um comerciante de Londres, e de Elizabeth Hill (Jennings em solteira). Elizabeth Hill era tia de Sarah Jennings, mais tarde, duquesa de Marlborough. A família foi reduzida a condições precárias devido às especulações de seu pai, e Abigail foi forçada a trabalhar como serva para Sir John Rivers de Kent.
Abigail aproximou-se de sua prima Sarah Jennings, ou Lady Churchill (como a duquesa era então conhecida), que era camareira-mor da princesa Ana. A amizade de Sarah para com Abigail pode ter derivado do constrangimento por esta ter passado por momentos tão difíceis em vez de ser baseada em qualquer afeto genuíno.
A afirmação de Sarah Churchill de que só então, e por acaso, tomara conhecimento da existência de Abigail era justificável, já que o avô de ambas, Sir John Jennings, teve 22 filhos, e Sarah podia muito bem não ter conhecido todos os seus numerosos primos-irmãos. Sarah Churchill levou Abigail para sua própria casa em St. Albans. Após a ascensão da princesa Ana ao trono em 1702, Abigail recebeu uma função na Casa da Rainha por volta de 1704.

### A favorita da Rainha
Em 1704, a rainha havia se fartado das ausências frequentes de Sarah, duquesa de Marlborough (como Sarah agora se tornara), da corte e de suas palestras políticas. Havia uma diferença significativa entre elas porque Sarah era uma Whig e Ana uma Tory. A duquesa queria que a Rainha nomeasse mais ministros Whig, a maioria dos quais era a favor das campanhas do 1º Duque de Marlborough na Guerra da Sucessão Espanhola. A Rainha, desinclinada a abandonar o "Partido da Igreja" (como os Conservadores eram comumente conhecidos, e a religião sendo a principal preocupação de Ana) nem mesmo por sua favorita, confidenciou ao seu Lorde Grão-Tesoureiro, o 1º Conde de Godolphin, não sentir que ela e Sarah poderiam voltar a ser amigas de verdade novamente.
Não demorou muito para que Abigail Hill começasse a suplantar sua poderosa e imperiosa parenta nas graças da Rainha Ana. Se Abigail era culpada da ingratidão deliberada da qual Sarah, duquesa de Marlborough, a acusou é incerto. É provável que a influência de Abigail sobre a Rainha não se devesse tanto a esquemas sutis de sua parte, mas ao contraste entre seu caráter gentil e cordial e o temperamento mais forte da duquesa: a influência de Sarah, após muitos anos de domínio indiscutível, talvez finalmente tenha se tornado insuportável para a Rainha.
A primeira indicação que Sarah Churchill teve do crescente favorecimento de sua protegida por parte da rainha veio-lhe no verão de 1707. Ela soube que Abigail Hill havia se casado em particular com Samuel Masham, um cavalheiro da Casa da Rainha: a soberana estava presente no casamento. Sarah então descobriu que Abigail havia, por algum tempo, desfrutado de uma intimidade considerável com sua senhora, do qual nenhum indício havia anteriormente alcançado a duquesa. Abigail também era, por parte de seu pai, prima de Robert Harley (a mãe dele, Abigail Stephens era sobrinha da avó dela, também chamada Abigail Stephens), e após a demissão de Harley, em fevereiro de 1708, ela o ajudou a manter relações confidenciais com a rainha. Harley foi posteriormente criado, em maio de 1711, o primeiro conde de Oxford e conde Mortimer .
O zênite da ascensão de Abigail foi em 1710, quando a Rainha obrigou Marlborough, muito a contragosto deste, a dar um comando importante ao Coronel John Hill, irmão de Abigail. Sunderland, Godolphin e os outros ministros Whig logo foram demitidos, em grande parte, por influência de Abigail, para abrir caminho para Harley e Bolingbroke.
No ano seguinte, embora fosse duquesa de Marlborough, Sarah foi demitida da corte. Abigail, agora conhecida como Lady Masham, assumiu seu lugar como "Guardiã da Bolsa Privada", isto é, como secretária financeira da Rainha. Em 1711, os ministros, com a intenção de causar a desgraça de Marlborough e arranjar a Paz de Utrecht, acharam necessário garantir sua posição na Câmara dos Lordes criando doze novos pares conhecidos como "Os Doze de Harley". Um deles era Samuel Masham, marido de Abigail, que foi criado Barão Masham, apesar de a Rainha mostrar relutância em elevar sua camareira a uma posição que comprometesse seus serviços pessoais à Rainha. Madame Masham permaneceu como "dama da alcova" (Woman of the Bedchamber) em 1713.
Abigail logo entrou em conflito com Harley, que agora era conhecido como Lorde Oxford e Mortimer, e se pôs a promover, por todos os meios ao seu alcance, a crescente aversão pessoal da Rainha por seu ministro. A oscilação de Harley entre os jacobitas e os adeptos da sucessão hanoveriana à coroa provavelmente fortaleceu a oposição de Abigail, que agora apoiava calorosamente o partido jacobita liderado por Bolingbroke e Francis Atterbury.
Abigail e Harley se confrontavam na presença da Rainha. Finalmente, em 27 de julho de 1714, Ana dispensou Lorde Oxford e Mortimer de seu cargo de Lorde Grão-Tesoureiro e, três dias depois, deu o cargo ao Duque de Shrewsbury. Ana morreu em 1º de agosto de 1714, aos 49 anos. Abigail então retirou-se para a vida privada e viveu tranquilamente em sua casa de campo Otes até sua morte em 1734. Seu cadáver foi sepultado no Cemitério de Todos os Santos, do vilarejo de High Laver, em Essex.

## Na cultura popular
Abigail Masham é retratada pela atriz americana Emma Stone no filme The Favorite (2018). A história também é retratada no filme soviético de 1979, A Glass of Water, baseado em uma peça de 1840 com o mesmo nome. Ela é retratada por Jill Balcon na série da BBC de 1969, The First Churchills .